# Amblypomacentrus breviceps
Amblypomacentrus breviceps är en fiskart som först beskrevs av Hermann Schlegel och Müller, 1839.  Amblypomacentrus breviceps ingår i släktet Amblypomacentrus och familjen Pomacentridae. Inga underarter finns listade i Catalogue of Life.